# Єнс (Берн)
Єнс (нім. Jens BE) — громада  в Швейцарії в кантоні Берн, адміністративний округ Зееланд.

## Географія
Громада розташована на відстані близько 22 км на північний захід від Берна.
Єнс має площу 4,6 км², з яких на 7,4% дозволяється будівництво (житлове та будівництво доріг), 69,9% використовуються в сільськогосподарських цілях, 22,5% зайнято лісами, 0,2% не є продуктивними (річки, льодовики або гори).

## Демографія
2019 року в громаді мешкало 649 осіб (-3,9% порівняно з 2010 роком), іноземців було 4,8%. Густота населення становила 142 осіб/км².
За віковим діапазоном населення розподілялося таким чином: 19,1% — особи молодші 20 років, 57,8% — особи у віці 20—64 років, 23,1% — особи у віці 65 років та старші. Було 272 помешкань (у середньому 2,4 особи в помешканні).
Із загальної кількості 128 працюючих 30 було зайнятих в первинному секторі, 42 — в обробній промисловості, 56 — в галузі послуг.